# Кизоан
Кизоан (фр. Cysoing) насеље је и општина у североисточној Француској у региону Север-Па д Кале, у департману Север која припада префектури Лил.
По подацима из 2011. године у општини је живело 4672 становника, а густина насељености је износила 343,02 становника/km². Општина се простире на површини од 13,62 km². Налази се на средњој надморској висини од 43 метара (максималној 56 m, а минималној 26 m m).

## Демографија
| 1962. | 1968. | 1975. | 1982. | 1990. | 1999. | 2011. |
| ----- | ----- | ----- | ----- | ----- | ----- | ----- |
| 3.266 | 3.460 | 3.531 | 3.454 | 3.699 | 4.218 | 4.672 |

График промене броја становника у току последњих година